# Andina de Televisión
Andina de Televisión (ATV, em português: Andina de Televisão) é uma rede de televisão peruana fundada em 1983, que faz parte da Grupo ATV. Ela está sediada em Lima, Peru.

## Programas em exibição
- ATV Noticias
  - ATV Noticias al día
- ATV Noticias Fin de semana
- Atrapa el millón
- Chollyshow
- Combate
- De película
- Día D
- El Deportivo
- Fábrica de sueños
- Historias secretas
- Hola a todos
- Nunca más
- Preciosa Perla
- Reina de corazones
- El señor de los cielos